# Nadleśnictwo Czerwony Dwór
Nadleśnictwo Czerwony Dwór – jednostka organizacyjna Lasów Państwowych podległa Regionalnej Dyrekcji Lasów Państwowych w Białymstoku. Siedziba nadleśnictwa znajduje się w Czerwonym Dworze, w powiecie oleckim, w województwie warmińsko-mazurskim.
Nadleśnictwo obejmuje część powiatów oleckiego, gołdapskiego i węgorzewskiego. Północną granicę nadleśnictwa stanowi granica państwowa z Rosją.

## Historia
Powstanie Nadleśnictwa Czerwony Dwór datuje się na 1887.
W 1973 do Nadleśnictwa Czerwony Dwór przyłączono Nadleśnictwo Skalisko.

## Ochrona przyrody
Na terenie nadleśnictwa znajdują się trzy rezerwaty przyrody:
- Lipowy Jar
- Mazury
- Wyspa Lipowa na Jeziorze Szwałk Wielki.

## Drzewostany
Typy siedliskowe lasów nadleśnictwa (z ich udziałem procentowym):
- lasy 72,77%
- bory 19,66%
- olsy 7,57%

Gatunki lasotwórcze lasów nadleśnictwa (z ich udziałem procentowym):
- sosna 29,13%
- świerk 28,45%
- brzoza 14,51%
- dąb 14,01%
- olsza 11,6%
- lipa 1,09%

Udział żadnego z pozostałych gatunków nie przekracza 1%.
Przeciętna zasobność drzewostanów nadleśnictwa wynosi ponad 260 m³/ha, a średni wiek 59 lat.